# Pile à auge

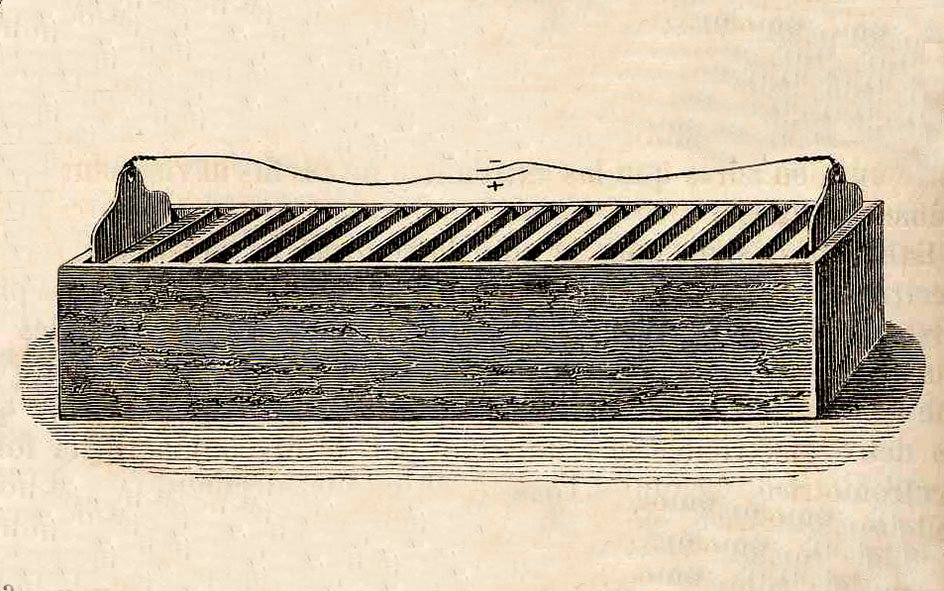
Pile à auge

La pile à auge était une variante de la pile Volta, inventée par William Cruickshank en 1802.

## Désavantage de la pile Volta
La pile Volta était formée d'un empilement de disques de zinc et de cuivre séparés par des disques de feutre imbibés de saumure. La pression de la colonne sur les disques du bas provoque un assèchement des cylindres de feutre qui finissent par ne plus contenir d'électrolyte.

## Avantages de l'auge

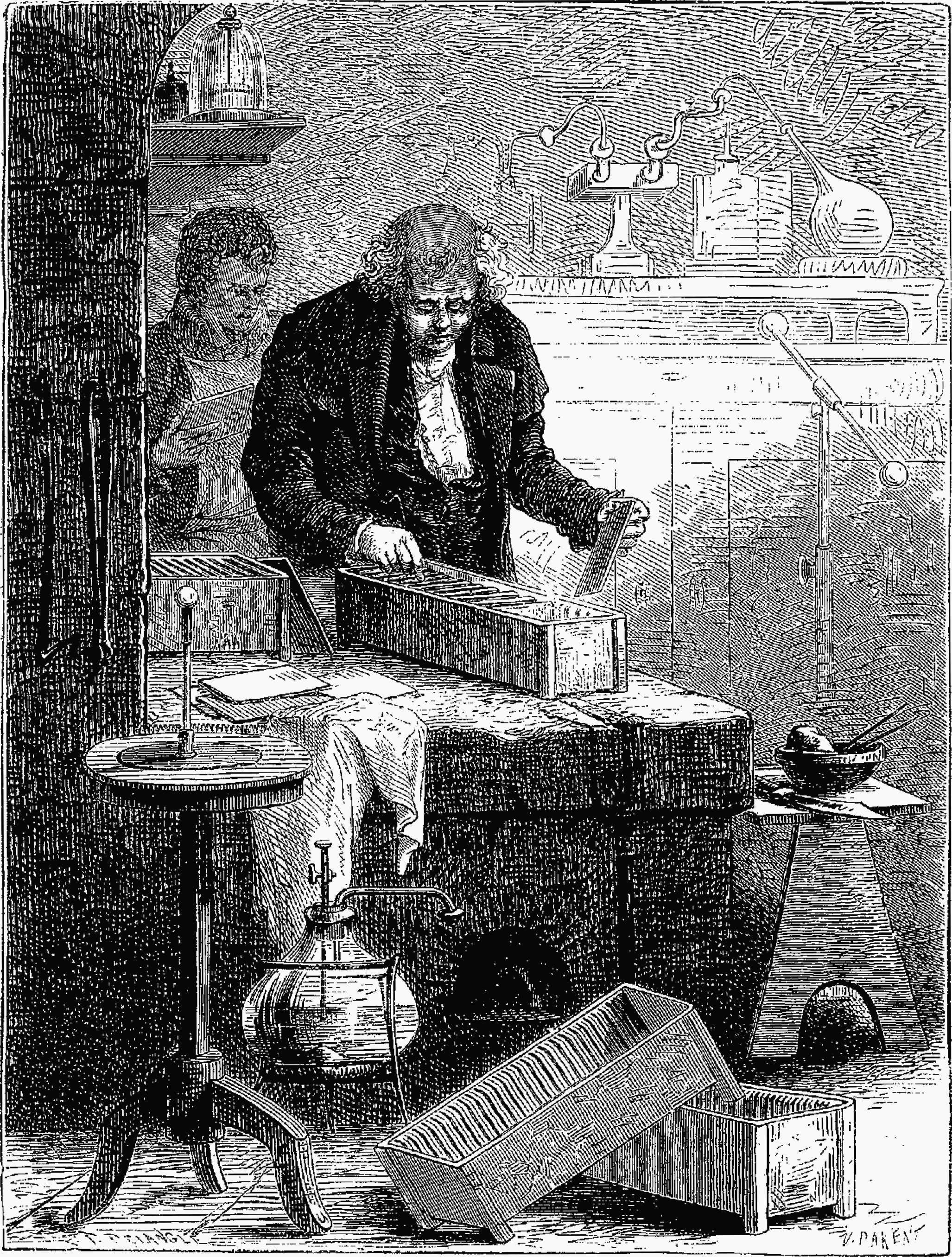
Cruickshank construit la pile à auge

Cruickshank a résolu ce problème en plaçant la pile horizontalement dans une boîte rectangulaire. La pile (au sens empilement) n'en est plus une, même si le nom est resté.  
L'intérieur de la boîte était isolé à l'aide de gomme-laque, et des paires de plaques de zinc et de cuivre (ou d'argent) de grande surface étaient placées dans la boîte de manière régulière. L'espace entre les plaques (les auges) était rempli d'acide sulfurique dilué ou de chlorure d'ammonium. Tant que la caisse ne bougeait pas, il n'y avait aucune déperdition d'électrolyte. La pile contenait typiquement une soixantaine de cellules. 
Du fait de la taille des plaques, agrandie par rapport au modèle de Volta, la résistance interne devient beaucoup plus faible.

## Association en batterie
Les piles à auge ont pu être associées en batterie. Autour de 1810, plusieurs centaines d'auges seront reliées, à la Royal Institution de Londres ou à l'École Polytechnique de Paris. 
Elles seront fréquemment utilisées pour les expérimentations d'électrochimie au début du XIXe siècle, incluant celles de Humphry Davy, qui isole le sodium et le potassium grâce aux tensions atteintes par ces piles.  